# Paradiplosis manii
Paradiplosis manii är en tvåvingeart som först beskrevs av Inouye 1959.  Paradiplosis manii ingår i släktet Paradiplosis och familjen gallmyggor. Inga underarter finns listade i Catalogue of Life.